# Portella
Portella (en catalán y oficialmente, La Portella)  es un municipio de Cataluña (España) perteneciente a la provincia de Lérida, en la comarca del Segriá y en el límite con la comarca de la Noguera a la que perteneció anteriormente.

## Geografía humana

### Demografía
Cuenta con una población de 735 habitantes (INE 2024).
| Gráfica de evolución demográfica de La Portella entre 1842 y 2021 |
| |
| Población de derecho según los censos de población del INE Población de hecho según los censos de población del INEEn estos censos se denominaba Portella: 1842, 1857, 1860, 1877, 1887, 1897, 1900, 1910, 1920, 1930, 1940, 1950, 1960, 1970 y 1981 |

| Nacionalidad | Hombres | Mujeres | Total | %     | Proporción |
| ------------ | ------- | ------- | ----- | ----- | ---------- |
| Española     | 233     | 197     | 430   | 59.8% |            |
| Extranjera   | 178     | 110     | 288   | 40.1% |            |

| País        | Hombres | Mujeres | Total | %     | Proporción |
| ----------- | ------- | ------- | ----- | ----- | ---------- |
| Ucrania     | 40      | 46      | 86    | 29.9% |            |
| Rumania     | 45      | 35      | 80    | 27.8% |            |
| Senegal     | 38      | 13      | 51    | 17.7% |            |
| Argentina   | 1       | 1       | 2     | 0.6%  |            |
| Italia      | 1       | 1       | 2     | 0.6%  |            |
| Polonia     | 0       | 2       | 2     | 0.6%  |            |
| Argelia     | 1       | 0       | 1     | 0.3%  |            |
| Brasil      | 0       | 1       | 1     | 0.3%  |            |
| Bulgaria    | 1       | 0       | 1     | 0.3%  |            |
| Colombia    | 1       | 0       | 1     | 0.3%  |            |
| Francia     | 1       | 0       | 1     | 0.3%  |            |
| Reino Unido | 0       | 1       | 1     | 0.3%  |            |

| 1900 | 1930 | 1950 | 1970 | 1981 | 1986 |
| ---- | ---- | ---- | ---- | ---- | ---- |
| 520  | 600  | 395  | 720  | 595  | 634  |

## Comunicaciones
Al ser un pueblo pequeño, Portella dispone de unas comunicaciones reducidas, dispone de tramos vecinales que dan salida a más importantes vías de comunicación, como la nacional 230 y la comarcal 13.

## Economía
La economía de Portella no mueve grandes flujos de dinero ni es muy diversificada ni dinámica. Es una economía basada en la agricultura y la ganadería. El campo es una gran fuente de ingresos, básicamente del cultivo de árboles frutales, como las manzanas, melocotones y perales. Escasamente se producen cereales.
Recientemente se han instalado en el pueblo polígonos industriales.
El sector terciario es sencillo, pequeños establecimientos pensados para abastecer mínimamente a sus habitantes  y un pequeño ayuntamiento.
En el pueblo se da la educación primaria. Los jóvenes tienen que irse a fuera a estudiar ya que en el pueblo no disponen de enseñanza secundaria obligatòria (ESO).

## Lugares de interés
- La font de la cova. Se usa para deportes de riesgo.
- La iglesia y los callejones, te pueden transportar a un pueblo típico del norte del Segriá
- Despoblat d´Ascals. Donde se encuentran restos de una construcción medieval, probablemente un castillo.
- Iglesia parroquial de San Pedro. Edificio reformado en el siglo XVI. En la fachada se localiza un rosetón gótico y un portal plateresco.
- Casal dels Teixidor o Casa Gran. Es un bello edificio neoclásico del siglo pasado, todo hecho en piedra.
- Caseria de Corregó. Era un antiguo término situado entre Portella y Benavent de Lérida. Aún conserva una gran casa, con contrafuertes y restos de una fortificación medieval.